# Midway (Karolina Północna)
Midway – miasto w Stanach Zjednoczonych, w stanie Karolina Północna, w hrabstwie Davidson.